# Absolutní konfigurace

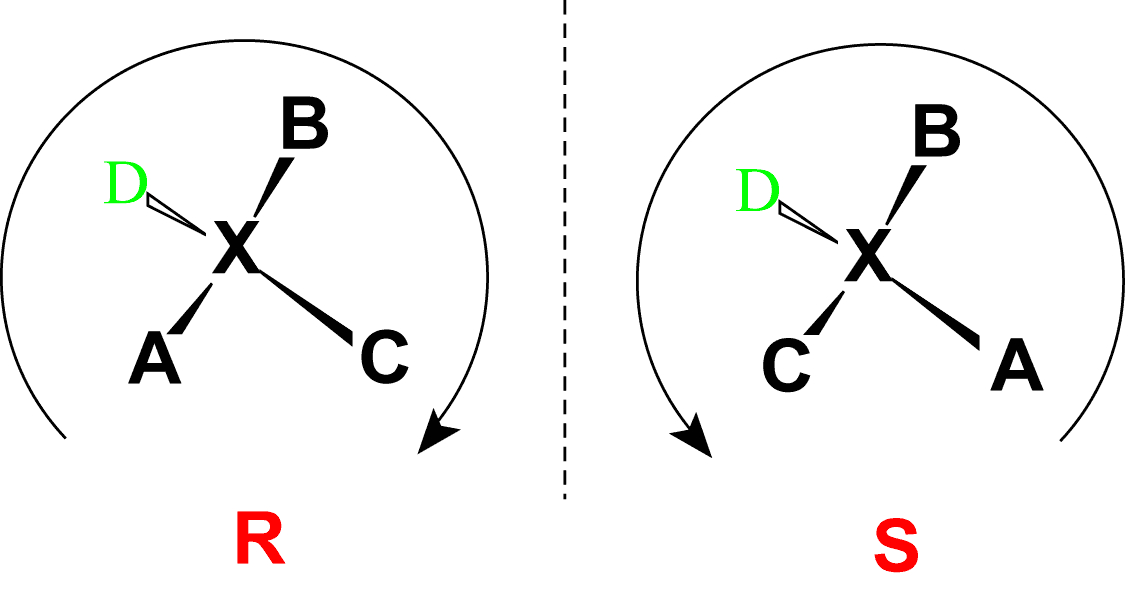
Absolutní konfigurace s rozlišením R a S izomeru

Absolutní konfigurace je prostorové uspořádání atomů v chirální molekule nebo funkční skupině a stereochemický popis tohoto stavu. Absolutní konfigurace se obvykle určuje u molekul organických sloučenin, které mají na atom uhlíku navázaný čtyři různé substituenty; taková struktura vytváří dva možné enantiomery. Nejčastěji se enantiomery označují, na základě Cahnových–Ingoldových–Prelogových pravidel, R or S'.
Enantiomery se mohou lišit chemickými vlastnostmi, ale jejich fyzikální vlastnosti bývají totožné, což ztěžuje jejich odlišení. Určování absolutních konfigurací (čistých) chirálních látek se obvykle provádí rentgenovou krystalografií, tento postup má ale několik omezení: enantiomerně čisté chirální molekuly mohou krystalizovat v jedné ze 65 Sohnckeových grup (chirálních prostorových grup).
Jinými možnostmi jsou disperze optické otáčivosti, vibrační cirkulární dichroismus, ultrafialovo-viditelná spektroskopie stereoizomerů, a protonová NMR s chirálně derivatizačními činidly.

## Historie
Do poloviny 20. století nebylo určení absolutní konfigurace chirálních sloučenin možné; přibližně v této době bylo zvoleno, že se pravotočivý (+)-glyceraldehyd bude označovat jako D-enantiomer. Konfigurace dalších chirálních sloučenin oproti (+)-glyceraldehydu byla poté určována posloupnostmi chemických reakcí; například oxidací (+)-glyceraldehydu (1) oxidem rtuťnatým vznikala (−)-kyselina glycerová (2), přičemž se neměnilo uspořádání stereocentra - absolutní konfigurace kyseliny (−)-glycerové tak musela být stejná jako u (+)-glyceraldehydu. Oxidací (+)-isoserinu (3) kyselinou dusitou se vytvářela kyselina (−)-glycerová, čímž bylo zjištěno, že také (+)-isoserin má tutéž konfiguraci. (+)-Isoserin lze přeměnit bromací na (−)-3-brom-2-hydroxypropanovou kyselinu (4), z níž redukcí zinkem kyselina (−)-mléčná (5), tím pádem se konfigurace kyseliny (−)-mléčné také shoduje.
Pokud při reakci vznikal enantiomer sloučeniny o známé konfiguraci, což naznačoval opačný směr optické otáčivosti, tak to bylo známkou, že se absolutní konfigurace mění.
V roce 1951 Johannes Martin Bijvoet poprvé využil k určení absolutní konfigurace rentgenovou krystalografii; zkoumanou sloučeninou byla (+)-sodno-rubidná sůl kyseliny vinné a zjištěna byla konfigurace (R,R).
Rentgenová krystalografie přinesla pokrok ve zkoumání absolutních konfigurací molekul, vyznačuje se ale několika překážkami. Krystalizace molekul je náročná na čas a zdroje, a nelze ji použít u mnohých látek, jako jsou biomolekuly (výjimky tvoří některé bílkoviny) a in situ katalyzátory. Dalším omezením je nutná přítomnost „těžkých“ atomů, například bromu, která zvýrazňuje rozptyl rentgenových paprsků. Navíc může být signál rušen vlivem sousedících atomů v krystalové mřížce a také rozpouštědlem používaným při krystalizaci.
Později byly objeveny způsoby přímého určování absolutních konfigurací molekul v plynné fázi, často propojované s kvantově mechanickými teoretickými výpočty, které umožnily překonat některé nevýhody rentgenové krystalografie.

## Značení

### Podle absolutní konfigurace:R- aS-

Příklady absolutních konfigurací některých sacharidů a aminokyselin

Jedním ze způsobů označování enantiomerů jsou značky R/S. V tomto postupu se chirální centra označují R nebo S podle systému, kde má každý substituent přiřazenu prioritu podle Cahnových–Ingoldových–Prelogových pravidel, s přihlédnutím k atomovým číslům. Když se substituent s nejnižší prioritou umístí směrem od pozorovatele, nastávají dvě možnosti: pokud priority zbývajících tří substituentů klesají ve směru hodinových ručiček, označí se izomer jako R, v opačném případě jako S.
Označení (R) a (S) se zapisují kurzívou, v kulatých závorkách. Pokud molekula obsahuje více chirálních center, pak se jejich polohy upřesňují čísly, například (1R,4S).
R/S systém nemá přímou souvislost s označováním D/L; například vedlejší řetězec serinu obsahuje hydroxylovou skupinu −OH a pokud by tato byla nahrazena thiolovou skupinou −SH, tak by označení D/L, v souladu s definicí, nebylo ovlivněno, ale tato substituce by obrátila značení R/S, protože CH2OH má menší prioritu než CO2H, ale CH2SH má Cahnovu–Ingoldovu–Prelogovu prioritu vyšší než CO2H. Z tohoto důvodu se v některých případech (zejména u sacharidů a aminokyselin) v biochemii používají označení D/L, jelikož je výhodné označovat chirální struktury podobného druhu u vyšších organismů stejně. V D/L systému mají téměř všechny přírodní aminokyseliny označení L, zatímco přírodní sacharidy jsou téměř všechny D. Všechny proteinogenní aminokyseliny jsou S, s výjimkou cysteinu, který je R.

### Podle optické otáčivosti: (+)- a (−)- /d-al-
Enantiomery lze pojmenovat podle směru, kterým stáčejí rovinu polarizovaného světla. Otáčení světla, putujícího k pozorovateli, ve směru hodinových ručiček se označuje (+) nebo d- a otáčení opačným směrem (−) nebo l-; označení d- a l- je ale zaměnitelné s D- a L-.

### Podle relativní konfigurace: ᴅ- a ʟ-
Optické izomery lze odlišovat také podle prostorového uspořádání atomů. V ᴅ/ʟ systému se takto uspořádání molekul srovnává s glyceraldehydem. Glyceraldehyd je chirální a jeho dva izomery se označují ᴅ- a ʟ-. Na glyceraldehydu lze provádět určité chemické úpravy beze změny jeho konfigurace a z jeho konfigurací (pravděpodobně proto, že jde o jednu z nejmenších běžných chirálních molekul) se stal základ tohoto názvosloví. Názvy takto tvořené podle glyceraldehydu často nejsou jednoznačné, ale nejsnáze se hledají v malých biomolekulách; příkladem může být chirální aminokyselina alanin, která má dva optické izomery, označované podle izomerů glyceraldehydu. Další aminokyselina glycin nevykazuje optickou otáčivost, jelikož není chirální.
Označení ᴅ/ʟ nemá spojitost s (+)/(−), neoznačuje, který enantiomer je levotočivý a který pravotočivý, místo toho naznačuje, zda je stereochemie sloučeniny podobná pravotočivému či levotočivému enantiomeru glyceraldehydu. Pravotočivý glyceraldehyd je ᴅ-izomer. 9 z 19 ʟ-aminokyselin běžně tvořících bílkoviny je (pro vlnovou délku 589 nm) pravotočivých a ᴅ-fruktóza bývá v důsledku své levotočivosti také nazývána levulóza.